# Paranesaulax nitor
Paranesaulax nitor är en stekelart som beskrevs av Donald L.J. Quicke 1984. Paranesaulax nitor ingår i släktet Paranesaulax och familjen bracksteklar. Inga underarter finns listade i Catalogue of Life.